# Décembre 1989
Décembre 1989 est le douzième et dernier mois de la 1989e année du calendrier grégorien. Le mois de décembre durant l'année 1989 s'étale du vendredi 1er décembre au dimanche 31 décembre. Il succède à novembre 1989 et précède janvier 1990 ; il s'agit ainsi du dernier mois des années 1980.
Décembre 1989 continue la chute des régimes communistes en Europe commencée le mois précédent. Ce mois-ci, en Allemagne, le Parti socialiste unifié perd sa position de parti dirigeant et démissionne ; en République socialiste tchécoslovaque, la révolution de Velours met à mal le Parti communiste et en Roumanie, la révolution renverse et exécute le dictateur communiste Nicolae Ceaușescu. Durant le sommet de Malte, George H. W. Bush et Mikhaïl Gorbatchev déclarent mettre fin à la guerre froide.
En décembre 2014 sur la Wikipédia francophone, 203 personnalités sont catégorisées nées en décembre 1989 et 110 personnalités sont catégorisées décédées durant cette même période.

## Contexte
C'est le début de la chute des régimes communistes en Europe. En novembre 1989, le 9, le mur de Berlin édifié en 1961 par la République démocratique allemande est ébréché et détruit, le 10 Todor Jivkov démissionne de son poste de président du Conseil d'État, le 17 la révolution de Velours débute en République socialiste tchécoslovaque.

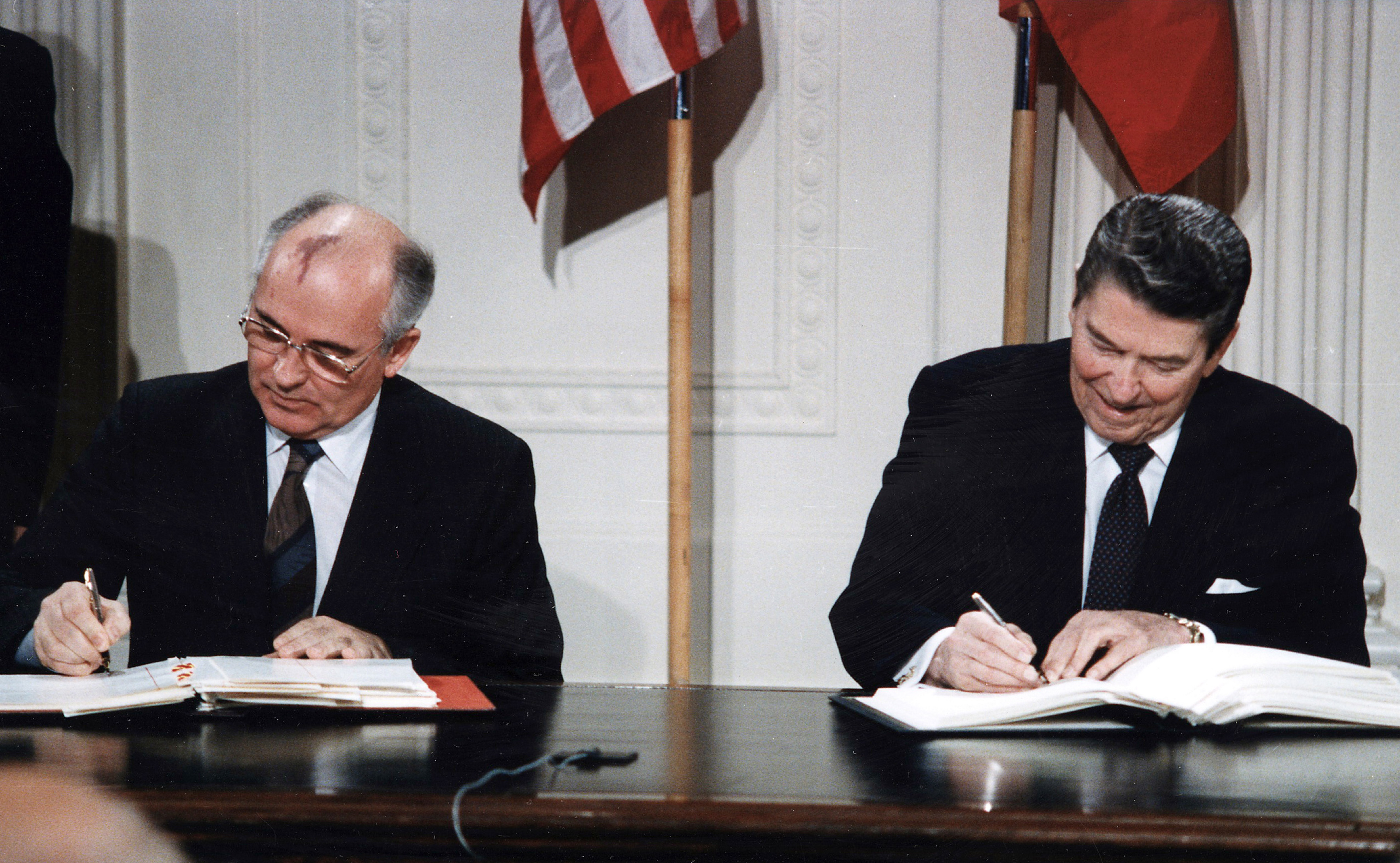
Le secrétaire du Parti communiste Mikhaïl Gorbatchev (à gauche) et le président américain Ronald Reagan (à droite) signent le Traité sur les forces nucléaires à portée intermédiaire le 8 décembre 1987 à la Maison-Blanche.

Installée depuis la fin de la Seconde Guerre mondiale, la guerre froide confronte les deux puissances mondiales de l'époque : les États-Unis et l'Union des républiques socialistes soviétiques (URSS). Le 8 décembre 1987, le président américain Ronald Reagan et le secrétaire du Parti communiste Mikhaïl Gorbatchev signent le Traité sur les forces nucléaires à portée intermédiaire, mettant un terme à la crise des euromissiles.

## Événements

### Vendredi1erdécembre 1989
- Le Parti socialiste unifié d'Allemagne (SED) perd sa position de parti dirigeant de l'Allemagne, à la suite de la modification de l'article premier de la Constitution par la chambre du peuple[3].
- 99,89 % des Marocains approuvent le report de deux ans des élections législatives[4].

### Samedi 2 décembre 1989
- Sommet de Malte, de 2 jours entre Gorbatchev et Bush, lors duquel le président américain George Bush déclare que la guerre froide est terminée[4].
- Premières élections libres à Taïwan ; 75 % des douze millions d'inscrits votent[4].

### Dimanche 3 décembre 1989
- Démission totale du Parti socialiste unifié d'Allemagne[3].

### Lundi 4 décembre 1989
- Dixième sommet de l'OTAN à Bruxelles en Belgique[5].

### Mercredi 6 décembre 1989
- Québec : tuerie à l'école Polytechnique de l'Université de Montréal. Marc Lépine, 25 ans, porteur d'une arme semi-automatique, arpente les couloirs de l'école et tue 14 femmes, avant de mourir.
- François Mitterrand rencontre Mikhaïl Gorbatchev à Kiev à propos de la réunification allemande[6],[7].
- Colombie: Attentat du bâtiment du DAS à Bogota, attribué au Cartel de Medellín. L'explosion d'un camion garé près du bâtiment tua 52 personnes.
- Angleterre: la dernière partie du dernier épisode de la dernière saison de la première série Doctor Who est diffusée.

### Jeudi 7 décembre 1989
- France : Sirima  meurt assassinée par Kahatra Saorith.

### Vendredi 8 décembre 1989
- Union européenne : au conseil européen de Strasbourg (sous présidence française), la Communauté européenne consacre le droit à l'autodétermination du peuple allemand.

### Samedi 9 décembre 1989
- Discours de Mikhaïl Gorbatchev au comité central du PCUS sur la politique extérieure de l'URSS [8].

### Lundi 11 décembre 1989
- Bulgarie : abolition du « rôle dirigeant du Parti Communiste ».
- France : 13e session du Comité du patrimoine mondial durant cinq jours.

### Jeudi 14 décembre 1989
- Chili : Le général Augusto Pinochet se retire du pouvoir.
- Russie : Décès d'Andreï Sakharov, physicien nucléaire et écrivain.

### Samedi 16 décembre 1989
- Début du soulèvement populaire à Timișoara. Début de la "révolution" roumaine.

### Dimanche 17 décembre 1989
- États-Unis : première diffusion des Simpson sur FOX.

### Mercredi 20 décembre 1989
- Panama : intervention américaine contre le général Manuel Noriega.

### Jeudi 21 décembre 1989
- Algérie : plusieurs dizaines de milliers de femmes voilées, accompagnées de leurs maris, convergent vers l'Assemblée populaire nationale algérienne pour dénoncer « la recrudescence des agressions contre l'islam et les musulmans ». Des ulémas, dirigeants de la Ligue de la Dawa islamique dénoncent le sport et la mixité, et exigent des lois conformes à l'islam, allant jusqu'à comparer les associations féministes algériennes aux « femmes de parachutistes français à la fin des années 1950 ».[réf. nécessaire]

### Vendredi 22 décembre 1989
- Roumanie : chute du régime de Nicolae Ceaușescu, au pouvoir depuis 1965.

### Dimanche 24 décembre 1989
- Allemagne : totale liberté de circulation entre l'est et l'ouest.

### Lundi 25 décembre 1989
- Panama : le Général Manuel Noriega se réfugie à l'ambassade du Vatican, assiégée par les troupes américaines.
- Roumanie : exécution après un procès sommaire du sanguinaire dictateur communiste Nicolae Ceaușescu et de son épouse.

### Jeudi 28 décembre 1989
- Tchécoslovaquie : Alexander Dubček est élu président du Parlement.

### Vendredi 29 décembre 1989
- Tchécoslovaquie : Václav Havel élu président de la république.
- République démocratique allemande : la SED (parti communiste de la République démocratique allemande) change son nom en PDS : Partei der Demokratischen Sozialisten : parti des socialistes démocratiques.

### Dimanche 31 décembre 1989
- Nakhitchevan : Des centaines de manifestants, pour la plupart des réfugiés chassés de l'Arménie voisine, demandent des terres nouvelles. En quelques heures, ils détruisent sur 130 kilomètres de frontière avec l'Iran, des dizaines de postes frontaliers, des centaines de pylônes et de bornes frontières.
- Squidgygate (en) : La Princesse Diana et son amant, James Gilbey ont une conversation téléphonique, ils sont espionnés par un dénommé Cyril Reenan. L'affaire ne sortira dans les journaux que le 23 août 1992. Diana parle notamment de sa haine envers la famille royale, de la reine-Mère et sa peur de tomber enceinte. Ce scandale fait suite au Camillagate (en).

## Populations et états civils

### Naissances
La Wikipédia francophone recense 445 personnalités nées en décembre 1989.
En France métropolitaine, selon l'Institut national de la statistique et des études économiques, 64 440 personnes sont nées en décembre 1989. Parmi lesquels, il y a le footballeur André Ayew, le volleyeur Frédéric Barais, l'escrimeuse Cécilia Berder, l'athlète Marie Gayot et la femme politique Marion Maréchal.

### Décès
La Wikipédia francophone recense 213 personnalités mortes en décembre 1989.